# Ostracher Liederhandschrift
Die Ostracher Liederhandschrift ist ein wahrscheinlich vom Salemer Zisterzienserpater Theobald Vogler um 1740 angelegtes Liederbuch mit Kunstliedern, das um 1900 in einem Bauernhaus im Ostracher Ortsteil Bachhaupten in Oberschwaben gefunden wurde. Die Handschrift wurde 1906 der Königlichen Bibliothek in Stuttgart, der heutigen Württembergische Landesbibliothek, übergeben, in der sie seither unter der Signatur Cod. mus. II qt. und oct. 5 verwahrt wird. Die Liedtexte – teilweise im Dialekt – verraten einerseits die oberschwäbische, andererseits die barocke Vorliebe fürs Pralle und Deftige. Die Kindererziehung, das Leben im Kloster, Ehestreitigkeiten, das Trinken, die Mode, die Moral – all dies wird in satirischer und unverblümter Weise in der Art eines barocken „Liedermachers“ dargestellt. Dies ergibt für den Hörer ein lebendiges Zeitdokument der damaligen Zustände, die von den heutigen gar nicht so weit entfernt sind.
Die Sammlung hat Gemeinsamkeiten mit der 1733 erschienenen Liederhandschrift „Augsburger Tafelkonfekt“ von Valentin Rathgeber.

## Diskografie
Das Landesstudio Tübingen des SWF hat in den 1970er Jahren eine LP (Nr. OLS7969) mit Auszügen aus der Liederhandschrift produziert, die folgende Titel enthält:
1. Welt-Rath
2. Die Wachtel
3. Närrische Welt
4. Baur, und Herr Caplan
5. Die Music
6. Lucifers Sturz
7. Hechel, und maus-falle macker
8. Wann alles trinkt, so trink ich auch
9. Quodlibet
10. Gutes g'wissen
11. Schlimme Eltern, schlimme Kinder
12. Pantalon
13. Es Leben all Lustige Leüth
14. Geduld vernunfft, und zeit
15. Deserteur